# محمد آل جابر
محمد بن سعيد آل جابر دبلوماسي وخبير استراتيجي سعودي، يشغل حاليا منصب سفير خادم الحرمين الشريفين لدى اليمن منذ 2014، والمشرف العام على البرنامج السعودي لتنمية وإعمار اليمن.

## حياته ومؤهلاته
ولد في عام 1390 هـ/1970 م، في منطقة عسير جنوب المملكة العربية السعودية حاصل على ماجستير علوم عسكرية الترتيب الأول وسيف الشرف وبامتياز مع مرتبة الشرف، وحصل على ماجستير إدارة أعمال بامتياز مع مرتبة الشرف من جامعة الملك عبد العزيز، وبكالوريوس في العلوم العسكرية بكلية الملك عبد العزيز الحربية، كذلك درس التحليل الاستراتيجي في الولايات المتحدة الأميركية وتخطيط العمليات النفسية في بريطانيا. عمل ملحقا عسكريا في اليمن وجيبوتي 2009، وسفيرا فوق العادة ومفوضاً لدى اليمن منذ 2014

## مناصبه
- سفير خادم الحرمين الشريفين لدى اليمن منذ 2014.
- المشرف العام على البرنامج السعودي لتنمية وإعمار اليمن.
- المدير التنفيذي لمركز إسناد العمليات الإنسانية الشاملة في اليمن.
- رئيس قسم التحليل الاستراتيجي بوزارة الدفاع السعودية وإدارة مركز التحليل والمعلومات.
- رئيس الوفد السعودي في مشاورات السلام اليمنية في الكويت.
- رئيس الوفد السعودي في مشاورات السلام اليمنية في جنيف.
- ممثل وزارة الدفاع السعودية في المحادثات الرباعية بشأن أمن الحدود في الولايات المتحدة الأميركية.
- الملحق العسكري لدى سفارة المملكة العربية السعودية لدى اليمن.[5]
- الملحق العسكري لدى سفارة المملكة العربية السعودية لدى جيبوتي.[5]
- محاضر في معهد استخبارات وأمن القوات المسلحة.

## أخرى
شارك في العديد من الندوات والمحاضرات اللقاءات الإعلامية:
- رئيس وفد المملكة للمشاورات في سويسرا
- رئيس وفد المملكة للمشاورات في الكويت
- رئيس الجانب السعودي في اللجنة الثلاثية السعودية الأمريكية البريطانية بشأن اليمن
- عمل مع مركز الملك سلمان للإغاثة والأعمال الإنسانية والمنظمات الدولية لمساعدة واغاثة الشعب اليمني
- رئيس الجانب السعودي في اللجنة الرباعية السعودية الإماراتية الأمريكية البريطانية على مستوى السفراء بشأن اليمن